# Rolands Štrobinders
Rolands Štrobinders (Talsi, 14 aprile 1992) è un giavellottista lettone.

## Biografia
È figlio di Mārcis Štrobinders, che rappresentò la Lettonia ai Giochi olimpici di Barcellona 1992.
Nel luglio 2017, nella ha stabilito il suo record personale con la misura di 83,42 metri, utile per la qualificazione ai campionati del mondo. Ai mondiali di Londra 2017 non è riuscito ad eguagliare il risultato e si è classificato al 19º posto con la misura di 79,68 metri.
Alla fine dell'estate, in Germania, ha stabilito il suo un nuovo record personale di 85,07 metri.

## Progressione

### Lancio del giavellotto
| Stagione | Misura  | Luogo        | Data      | Rank. Mond. |
| -------- | ------- | ------------ | --------- | ----------- |
| 2019     | 83,15 m | Nanchino     | 21-5-2019 |             |
| 2018     | 84,80 m | Ventspils    | 2-6-2018  |             |
| 2017     | 85,07 m | Bad Köstritz | 25-8-2017 |             |
| 2016     | 81,76 m | Jelgava      | 19-6-2016 |             |
| 2015     | 83,37 m | Riga         | 28-5-2015 |             |
| 2014     | 83,10 m | Valmiera     | 18-7-2014 |             |
| 2013     | 81,68 m | Liepāja      | 11-5-2013 |             |
| 2012     | 81,20 m | Bauska       | 11-8-2012 |             |
| 2011     | 75,71 m | Tallinn      | 23-7-2011 |             |
| 2010     | 68,88 m | Ventspils    | 8-5-2010  |             |

## Palmarès
| Anno | Manifestazione   | Sede           | Evento                 | Risultato      | Prestazione | Note |
| ---- | ---------------- | -------------- | ---------------------- | -------------- | ----------- | ---- |
| 2011 | Europei juniores | Tallinn        | Lancio del giavellotto | 4º             | 75,71 m     |      |
| 2013 | Europei under 23 | Tampere        | Lancio del giavellotto | 4º             | 78,71 m     |      |
| 2014 | Europei          | Zurigo         | Lancio del giavellotto | 16º (q)        | 76,16 m     |      |
| 2015 | Mondiali         | Pechino        | Lancio del giavellotto | 19º (q)        | 79,11 m     |      |
| 2016 | Europei          | Amsterdam      | Lancio del giavellotto | nm (q)         | nm (q)      |      |
| 2016 | Giochi olimpici  | Rio de Janeiro | Lancio del giavellotto | 28º (q)        | 77,73 m     |      |
| 2017 | Mondiali         | Londra         | Lancio del giavellotto | 19º (q)        | 79,68 m     |      |
| 2018 | Europei          | Berlino        | Lancio del giavellotto | 11º            | 76,59 m     |      |
| 2019 | Mondiali         | Doha           | Lancio del giavellotto | 17º (q)        | 81,09 m     |      |
| 2022 | Mondiali         | Eugene         | Lancio del giavellotto | 15º (q)        | 79,39 m     |      |
| 2022 | Europei          | Monaco         | Lancio del giavellotto | 8º             | 77,10 m     |      |
| 2023 | Mondiali         | Budapest       | Lancio del giavellotto | 29º (q)        | 74,46 m     |      |
| 2024 | Europei          | Roma           | Lancio del giavellotto | Qualificazione | nm          |      |